# Stomatothrips atratus
Stomatothrips atratus är en insektsart som beskrevs av Ian A. Hood 1939. Stomatothrips atratus ingår i släktet Stomatothrips och familjen rovtripsar. Inga underarter finns listade i Catalogue of Life.